# La Femme gauchère
Pour le film de Peter Handke, voir La Femme gauchère (film).
La Femme gauchère (Die Linkshändige Frau) est un roman autrichien en langue allemande de Peter Handke, publié en 1976.

## Résumé
Marianne est mariée à Bruno et mère d’un fils de huit ans. Subitement, elle impose une séparation à son mari qui s'apparente à une libération pour Marianne. Le roman alterne entre le sentiment de liberté et  l’épreuve douloureuse de la solitude, où Marianne se reconstruit à travers la description de la vie quotidienne.
En 1978, le roman est adapté au cinéma sous le titre La Femme gauchère et réalisé par Peter Handke.